# Shane Meadows
Shane Meadows (Uttoxeter, 26 dicembre 1972) è un regista e sceneggiatore inglese.

## Filmografia

### Cinema

#### Cortometraggi
- Northern Soul (2004)
- The Stairwell (2005)

#### Mediometraggi
- Small Time (1996)

#### Lungometraggi
- Ventiquattrosette (24 7: Twenty Four Seven) (1997)
- A Room for Romeo Brass (1999)
- C'era una volta in Inghilterra (Once Upon a Time in the Midlands) (2002)
- Dead Man's Shoes - Cinque giorni di vendetta (Dead Man's Shoes) (2004)
- This Is England (2006)
- Somers Town (2008)
- Le Donk & Scor-zay-zee (2009)
- The Stone Roses: Made of Stone (2013)

### Televisione
- This Is England '86 - miniserie TV (2010)
- This Is England '88 - miniserie TV (2011)
- This Is England '90 - miniserie TV (2015)
- The Virtues - serie TV (2019)